# Frontera entre el Brasil i el Perú
La frontera entre el Brasil i el Perú és la frontera internacional que separa els estats del Brasil d'Amazones i Acre dels departaments del Perú de Loreto, Ucayali i Madre de Dios, enmig de la Selva amazònica. Dels 2 659 km d'extensió de la frontera, uns 2.003 són delimitats per cossos d'aigua, com rius i canals, i la resta per divisòries d'aigües. Part de la frontera fou establerta pel Tractat de Rio de Janeiro el 8 de setembre de 1909.

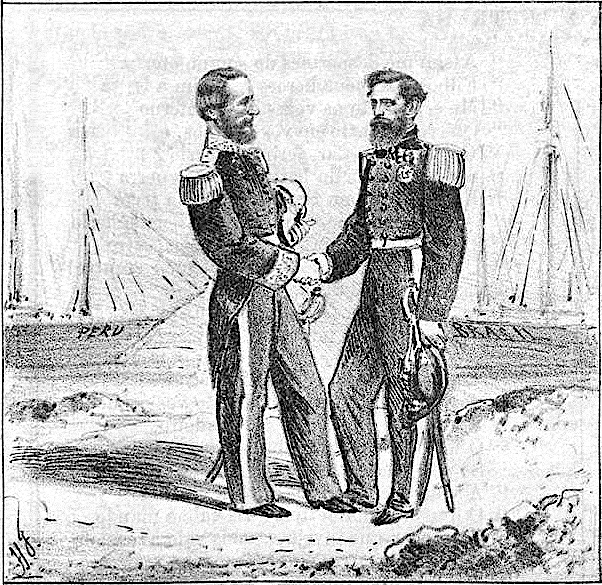
Comissió de Límits entre el Brasil i la República del Perú: Francisco Carrasco (capità de mar i guerra peruà) i José da Costa Azevedo (capità-tinent de l'armada brasilera).

## Darrers incidents
En 2013 es va celebrar el X aniversari de l'Aliança Estratègica entre Brasil i el Perú. En ocasió de l'aniversari la presidenta Dilma Rousseff va fer una visita oficial al Perú l'11 de novembre. Entre els principals objectius de l'Aliança estratègica entre Brasil i el Perú hi havia la integració d'una infraestructura, cooperació (bàsicament en afers socials i de seguretat), integració fronterera i integració econòmica i comercial.
En el camp de la integració física, una vegada que funcioni l'Autopista Interoceànica, que connecta l'Estat d'Acre amb el Pacífic i que es va inaugurar el 2011, els dos països començaran a estudiar un projecte de Ferrocarril Bioceànic, objecte d'un Memoràndum d'Entesa Brasil-Perú-Xina signat el maig de 2015. Aquests projectes són estratègics per a la integració de les economies del Nord i del Mig Oest de Brasil al Perú i al Pacífic.